# Оханск
Оха́нск — город в России, административный центр Оханского района Пермского края. Имеет статус городского округа.

## География
Город находится на правом берегу реки Камы. Расстояние по Каме до Перми составляет 126 км. Через Оханск проходит старинный тракт Казань — Пермь с паромной переправой через Каму, расстояние до Перми 66 км. Расстояние до ближайшей железнодорожной станции Нытва 35 км.

## История

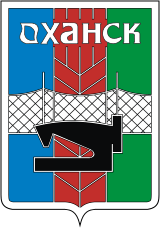
Герб (1980)

Основание Оханска связано с освоением прикамских земель Строгановыми. В 1597 году Строгановы получают земли вниз по Каме до устья реки Ошап. Здесь лучшими оказались места по реке Очёр, правому притоку Камы: много лесов и воды, пройма реки широкая и открытая. Одним из первых селений на территории современного района является Острожка, основанная Строгановыми в 1597 году для закрепления своих владений. В последующие годы через неё идет расселение русского народа. Возникают населённые пункты.
По указу царя Алексея Михайловича в 1647 году была проведена перепись населения вотчины Строгановых. По этой переписи, на правом берегу Камы, против устья реки Юг, значится деревня с четырьмя домами, жители которой занимались рыболовством, применяя особую снасть — охань. Соликамский воевода, проводивший перепись, против этого починка сделал на карте надпись «оханщики». С этим словом связывают происхождение названия города.
В 1650 году по указу Велико-Пермской епархии рядом с этим селением Строгановы отстраивают монастырь «Богородицкая пустынь на Охани».
В литературе имеется утверждение, что Оханск как русское село возник в 1663 году, однако подтверждения этому также нет. Дата взята из письменного сообщения, что «до 1663 году было здесь селение господ Строгановых, заведённое для рыбной ловли и называемое Охань. Потом основан в нём монастырь». Следует принять, что под такой датой, как 1663 год, зафиксирован существовавший на Каме населённый пункт с монастырём, который уже, надо полагать, имел основательные постройки и заявлял о себе как крупное духовное и хозяйственное заведение.
В Строгановской вотчине Оханск развивался как волостное село.
Во второй половине XVIII века происходят два существенных изменения, повлиявших на дальнейшее состояние Оханска. Первое обстоятельство состоит в том, что в 1764 году в ходе секуляризационной реформы в России церковных земель упраздняется Богородицкий монастырь, его хозяйство передается в государственное ведомство. Монастырские крестьяне стали «экономическими». Второй факт, имевший значение для роста поселения, развития в нём торговли и ремесел: в 1775 году через Оханск проходит Казанский тракт, и переправа через реку Каму начинает играть очень важную роль.
В 1775 году, согласно указу императрицы, село Оханское становится волостным центром. 27 января (7 февраля) 1781 года Екатерина II учреждает Пермскую губернию. Село Оханское возводится в ранг города и становится центром Оханского уезда, в который вошло 48 волостей. Уездным городом Оханск стал прежде всего из-за выгодного географического положения: пересечение судоходной Камы и тракта из Казани в Пермь, наличие пристани, а также обширных земель вокруг.

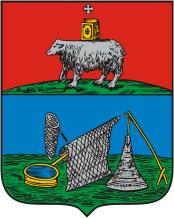
Герб Оханска

В качестве уездного города Оханск получает в 1783 году свой герб.
Жители города занимались земледелием, скотоводством, пчеловодством, охотой и рыбной ловлей. Оханск, уездный центр, по-прежнему выглядел больше как село, а не город. В 1790 году А. Н. Радищев, следуя в ссылку, написал: «подъезжая к Оханску, везде почти поля, и селенья очень часты… Оханск имеет некоторые прямые улицы, одна церковь деревянная, стоит на Каме».
И всё-таки, благодаря больше своему статусу уездного центра, в начале XIX века Оханск постепенно стал отличаться от других селений уезда. Особенно преобразился Оханск, когда в 1828 году завершилось строительство каменного Успенского собора. В Оханске появилась больница, мужское приходское училище, женская гимназия, реальное училище, типография, театр, почта, музей, библиотека. Благоприятное экономическое положение купцов способствовало возведению каменных усадеб с торговыми лавками. На центральных участках города их возникло около 30. Почти все они сохранились до нашего времени.
Гражданская война пагубно отразилась на Оханском уезде. Население города и района сократилось. В январе 1923 года прекратил существование Оханский уезд. На его территории было утверждено несколько районов, в том числе и Оханский район.
Для противоборства церковному обновленчеству в Пермском крае, постановлением Святейшего Патриарха Тихона и Священного Синода № 209 от 6 сентября 1923 года образована Викарная кафедра в Оханске с назначением на неё настоятеля Давидовой пустыни Московской епархии архимандрита Никона (Соловьёва), с поручением временного управления Пермской епархией:
- Никон (Соловьёв) (1923—1924),
- Иоанн (Георгиевский) (1923—1926 ?) временно управляющий епископ Моршанский,
- Павел (Вильковский) (1924—1927),
- Иоанн (Георгиевский) (1928—1929)[5].

## Население
| 1847  | 1856  | 1897  | 1913  | 1926  | 1931  | 1959  | 1970  | 1979  | 1989  | 1992  |
| ----- | ----- | ----- | ----- | ----- | ----- | ----- | ----- | ----- | ----- | ----- |
| 900   | ↗1000 | ↗1900 | ↗2400 | ↘1900 | ↗3800 | ↗7984 | ↘7478 | ↘7129 | ↗8414 | ↗8800 |
| 1996  | 1998  | 2000  | 2001  | 2002  | 2003  | 2005  | 2006  | 2007  | 2008  | 2009  |
| ↗8900 | →8900 | ↗9000 | →9000 | ↘7994 | ↗8000 | ↘7800 | ↘7700 | →7700 | ↘7600 | ↗7607 |
| 2010  | 2011  | 2012  | 2013  | 2014  | 2015  | 2016  | 2017  | 2018  | 2019  | 2020  |
| ↘7250 | ↗7300 | ↗7301 | ↘7205 | ↘7129 | ↘7096 | ↗7098 | ↘7072 | ↗7087 | ↘7064 | ↘6980 |
| 2021  | 2023  |       |       |       |       |       |       |       |       |       |
| ↘6430 | ↘6290 |       |       |       |       |       |       |       |       |       |

На 1 января 2025 года по численности населения город находился на 1041-м месте из 1124 городов Российской Федерации.

## Экономика
Ведущее промышленное предприятие города и района — Оханская швейная фабрика, специализирующаяся на пошиве мужских сорочек. Осваивается также пошив кожаных курток, женских халатов.
Хлебокомбинат обслуживает население как города, так и района.
Оханский лесхоз занимается вывозкой древесины, производством пиломатериалов.
Часть населения города и сегодня занята в сельском хозяйстве.

## Социальная сфера
Обеспеченность населения города жильём — 16,7 м² на 1 жителя. 62 % жилой площади оборудовано водопроводом, 59 % — канализацией, 37 % — горячим водоснабжением, 55 % — центральным отоплением. Обеспеченность телефонными аппаратами составляет 37 штук на 100 семей. Оханск был ранее известен своим детским домом, ныне который ликвидирован.
В 1929 году в город из Закамска была переведена Камская биологическая станция Пермского университета — база для проведения производственной практики студентов-биологов. На станции систематически изучаются планктонные и донные биологические сообщества в Очёрском заливе и на водохранилище.

## СМИ
В Оханске находится редакция районной газеты «Оханская сторона», которая в 2015 году отметила свой 85-летний юбилей (первый номер газеты вышел 18 октября 1930 года).
Также издаётся городская общественно-политическая еженедельная газета «Вести Оханска».

## Галерея

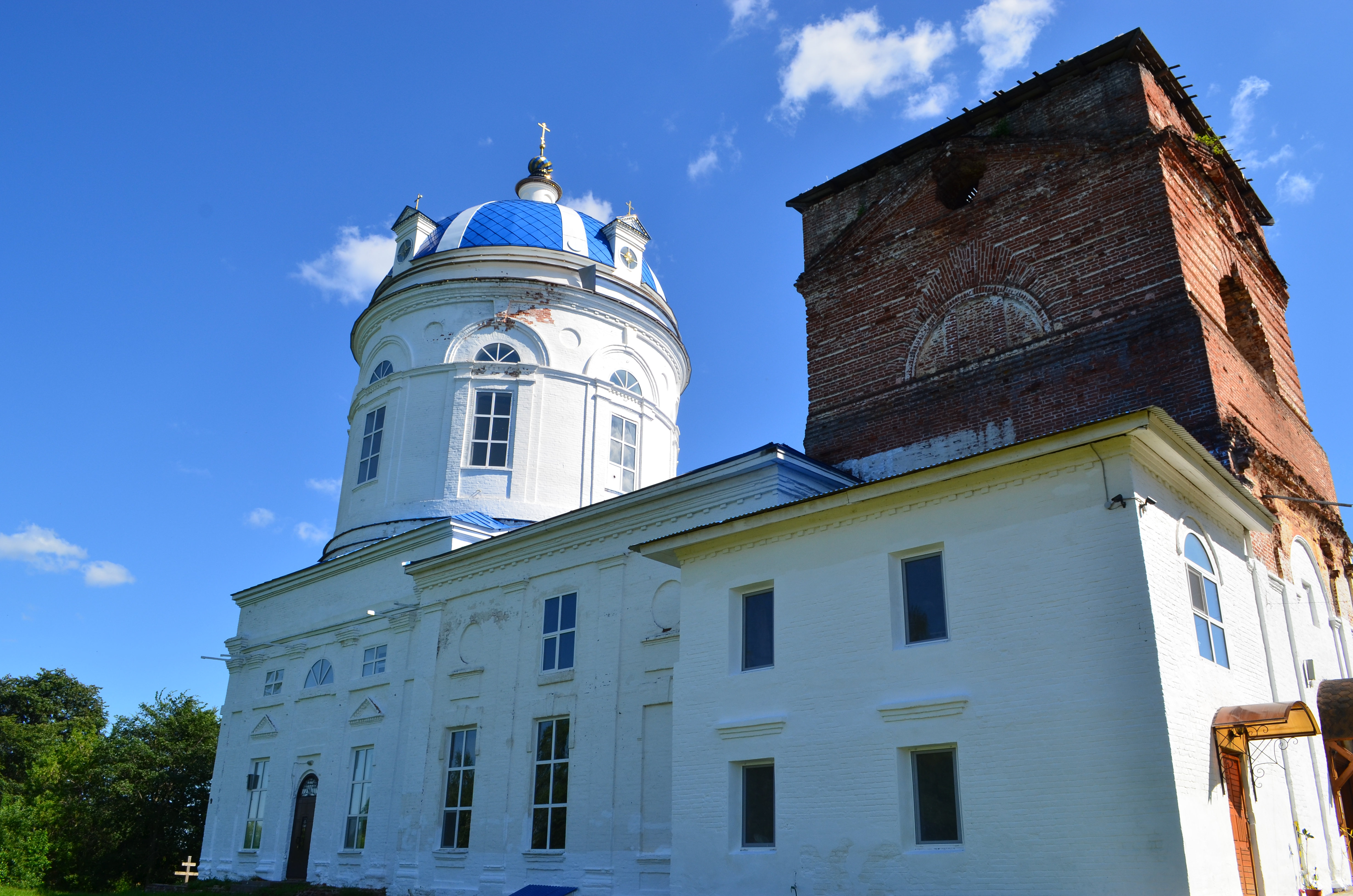
Успенский собор
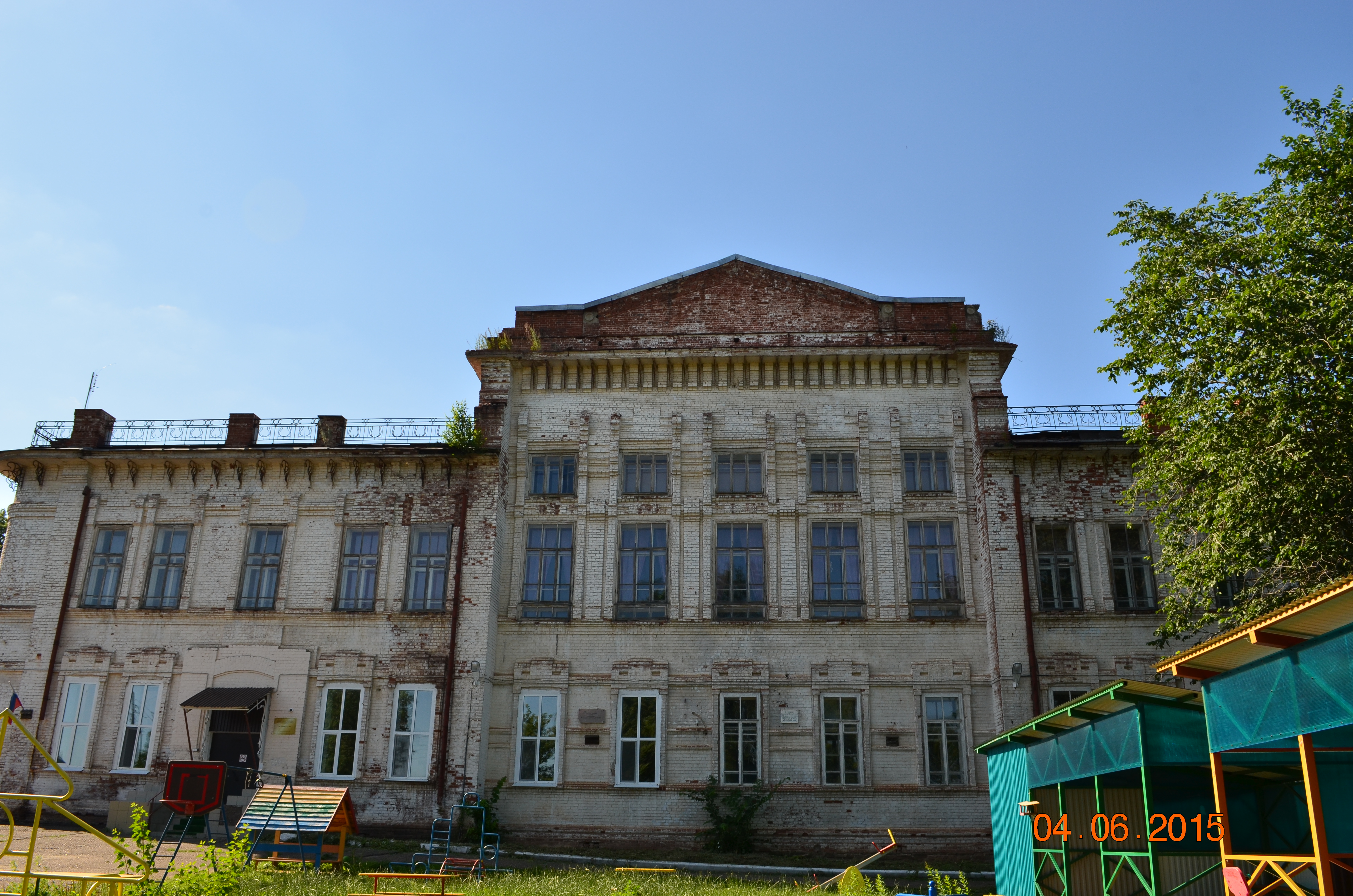
Здание бывшей Земской управы (ул. Советская, 20)
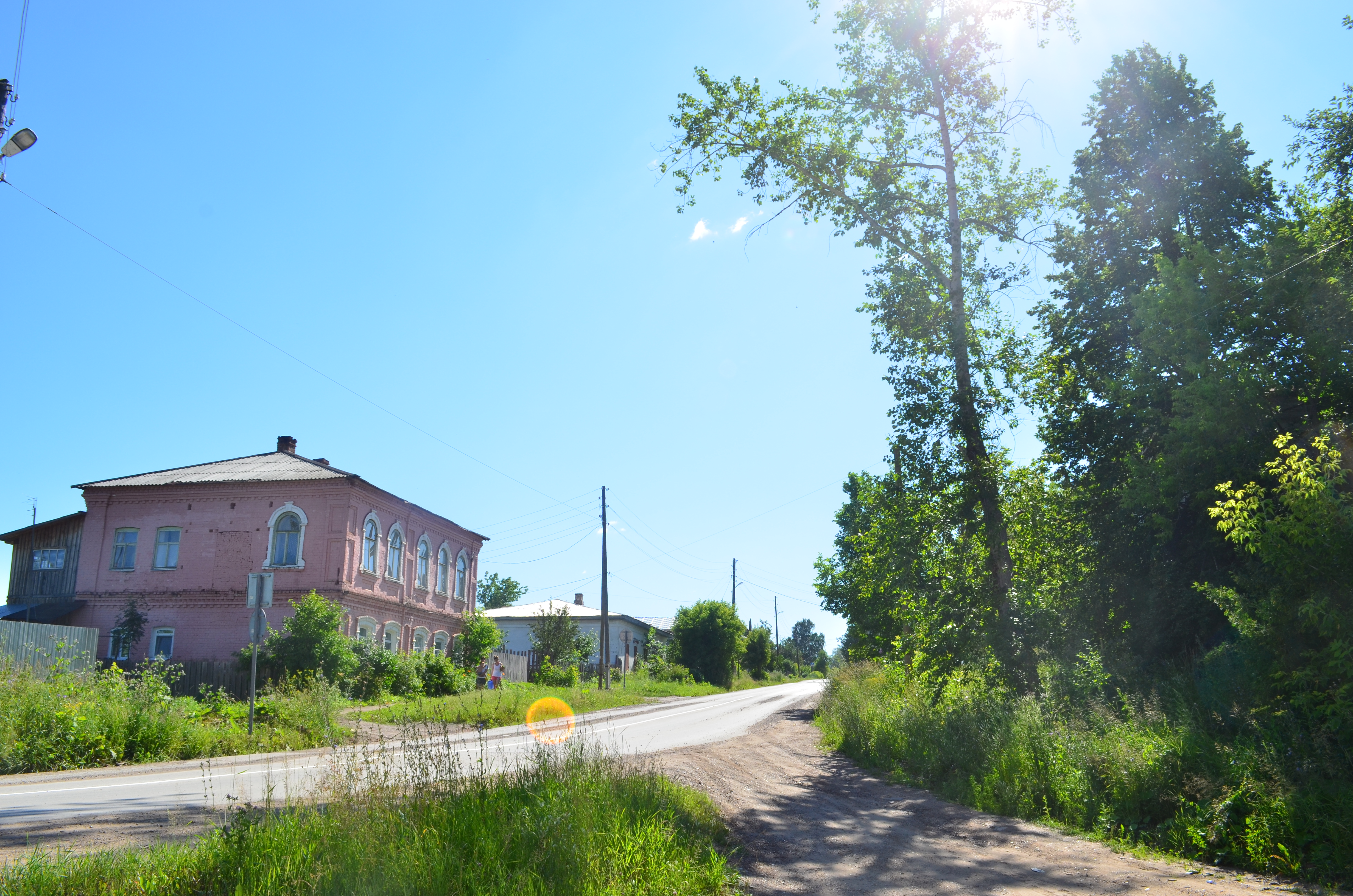
Улица Советская
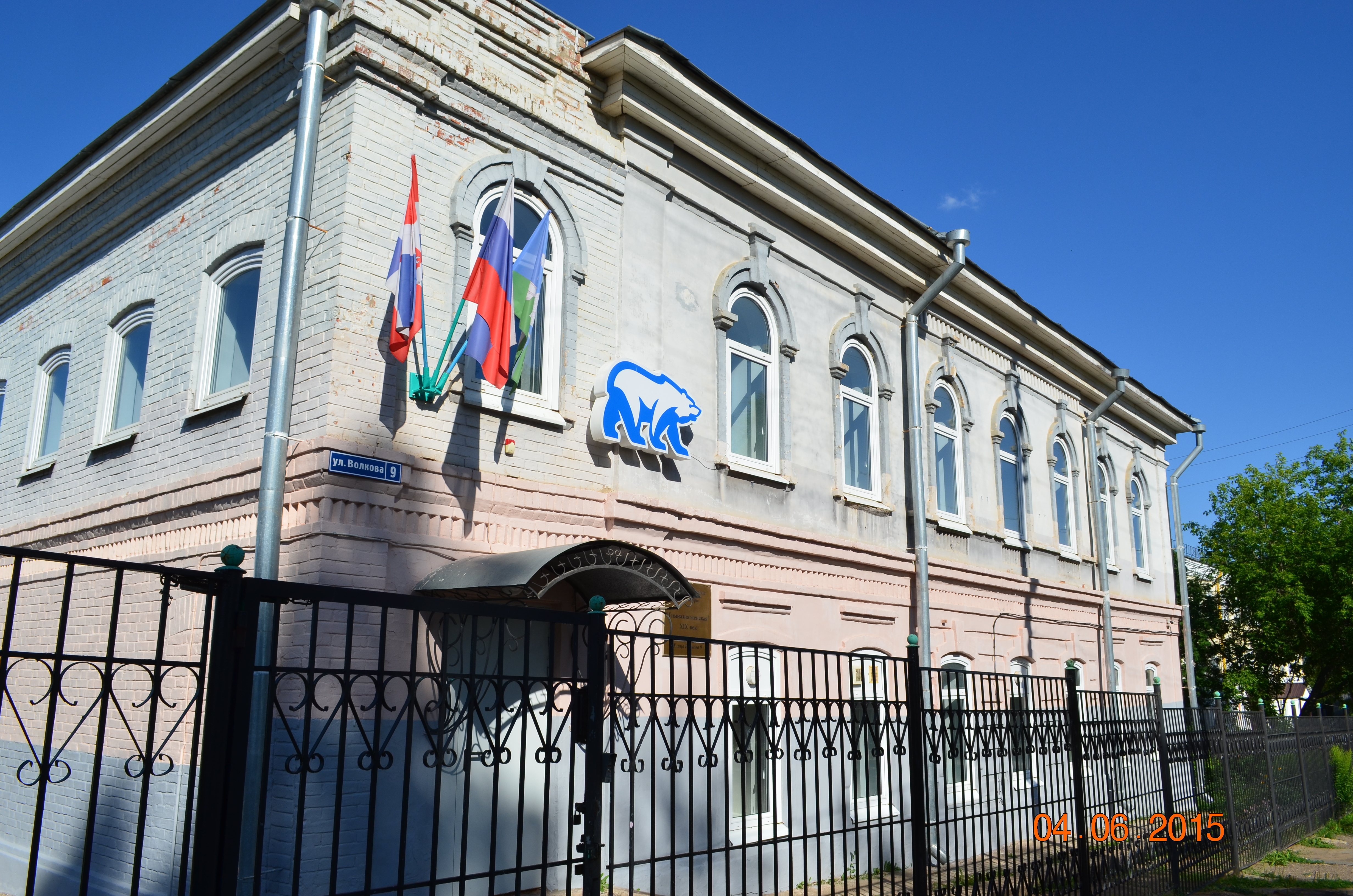
Здание бывшей Женской гимназии (ул. Волкова, 9)
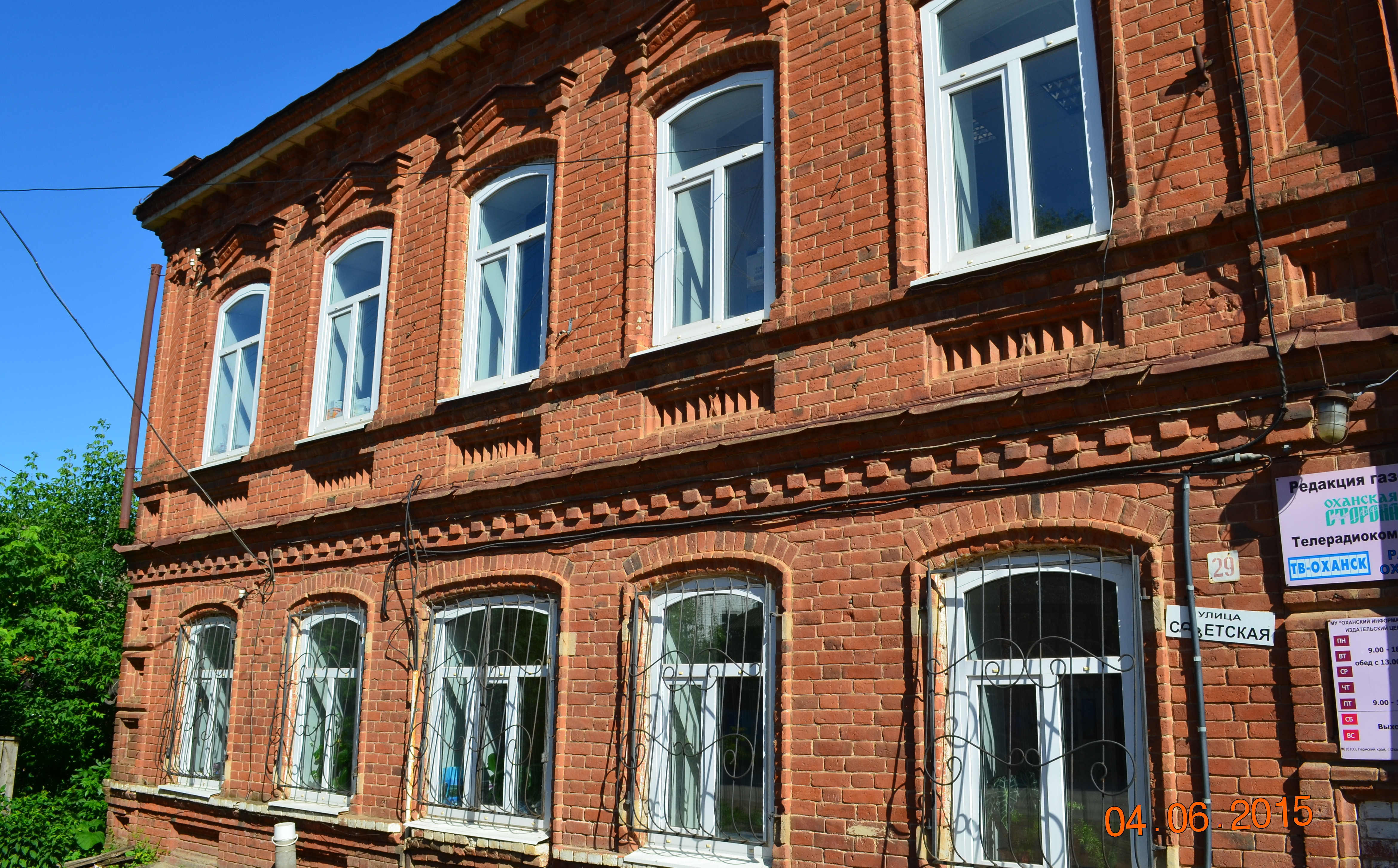
Дом купца Н. П. Винокурова (ул. Советская, 29)